# Новое Акташево
Но́вое Акта́шево (чув. Ҫӗнӗ Тутайкасси) — деревня в Цивильском районе Чувашской Республики. Входит в состав Конарского сельского поселения.

## География
Находится в северной части Чувашии на расстоянии приблизительно 12 км на восток-северо-восток по прямой от районного центра города Цивильск.

## История
Известна с 1858 года, когда в ней было 148 жителей. В 1897 году было учтено 223 жителя, в 1939—260, 1979—155. В 2002 году было 39 дворов, 2010 — 27 домохозяйств. В период коллективизации был образован колхоз «Климовка».

## Население
Постоянное население составляло 78 человек (чуваши 96 %) в 2002 году, 64 в 2010.